# Société grenobloise de tramways électriques
Ne pas confondre avec la CGTE (Compagnie genevoise des tramways électriques)
La Société grenobloise de Tramways électriques (SGTE) est une entreprise fondée à Grenoble, pour exploiter à partir de 1897, le premier réseau de tramways électriques de la ville. Cette société disparaitra en 1973, lors de la création du Syndicat mixte des transports en commun de l'agglomération grenobloise (SMTC).

## Le réseau de tramway
De sa création le 13 avril 1897 jusqu'en 1943, la SGTE exploite exclusivement des tramways. Avec son déclin dans les années 1930, la SGTE va se diversifier en se lançant dans l'exploitation de lignes de bus à partir de 1943, puis de trolleybus en 1947.

## Le premier réseau

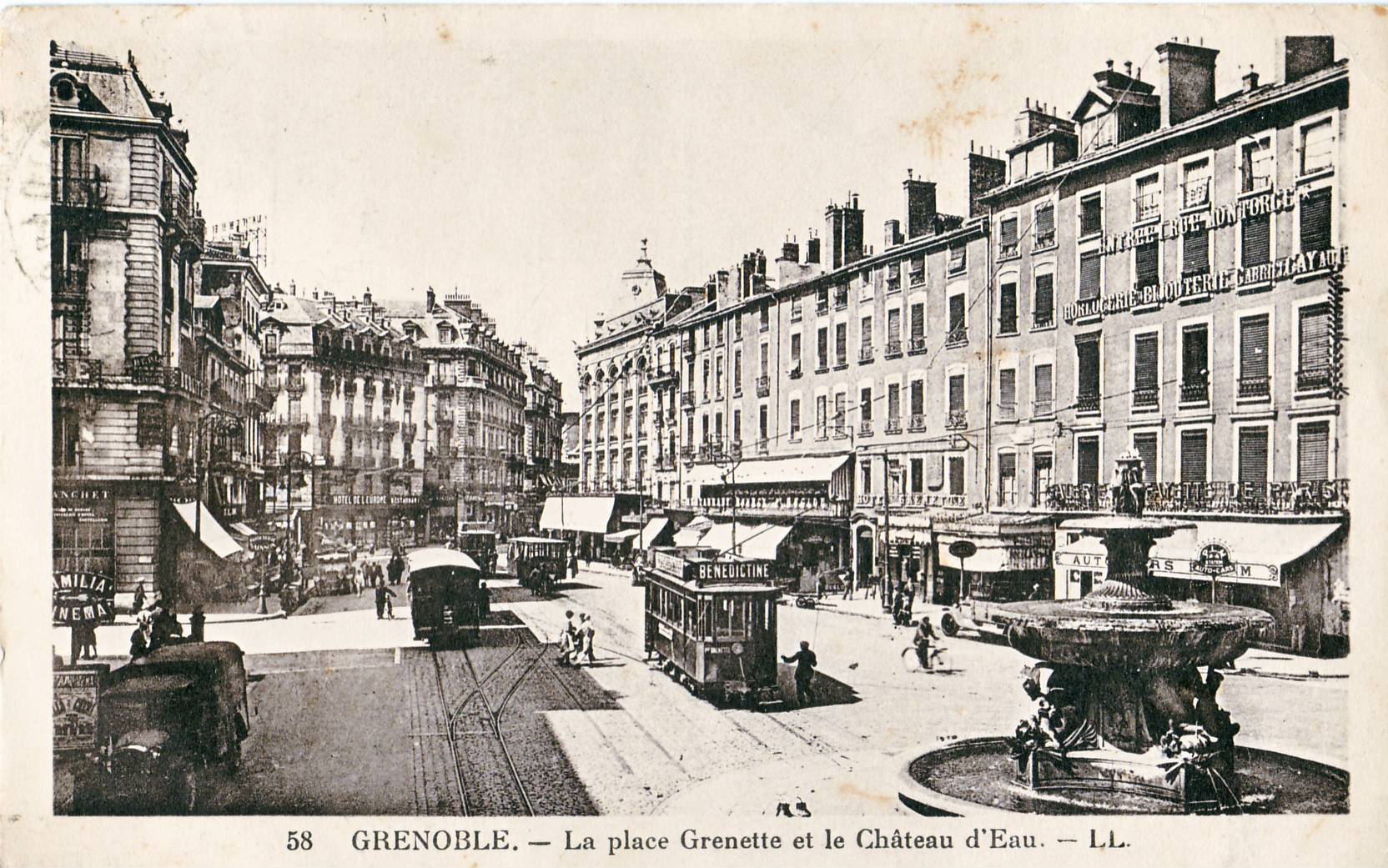
Les tramways au terminus de la place Grenette.

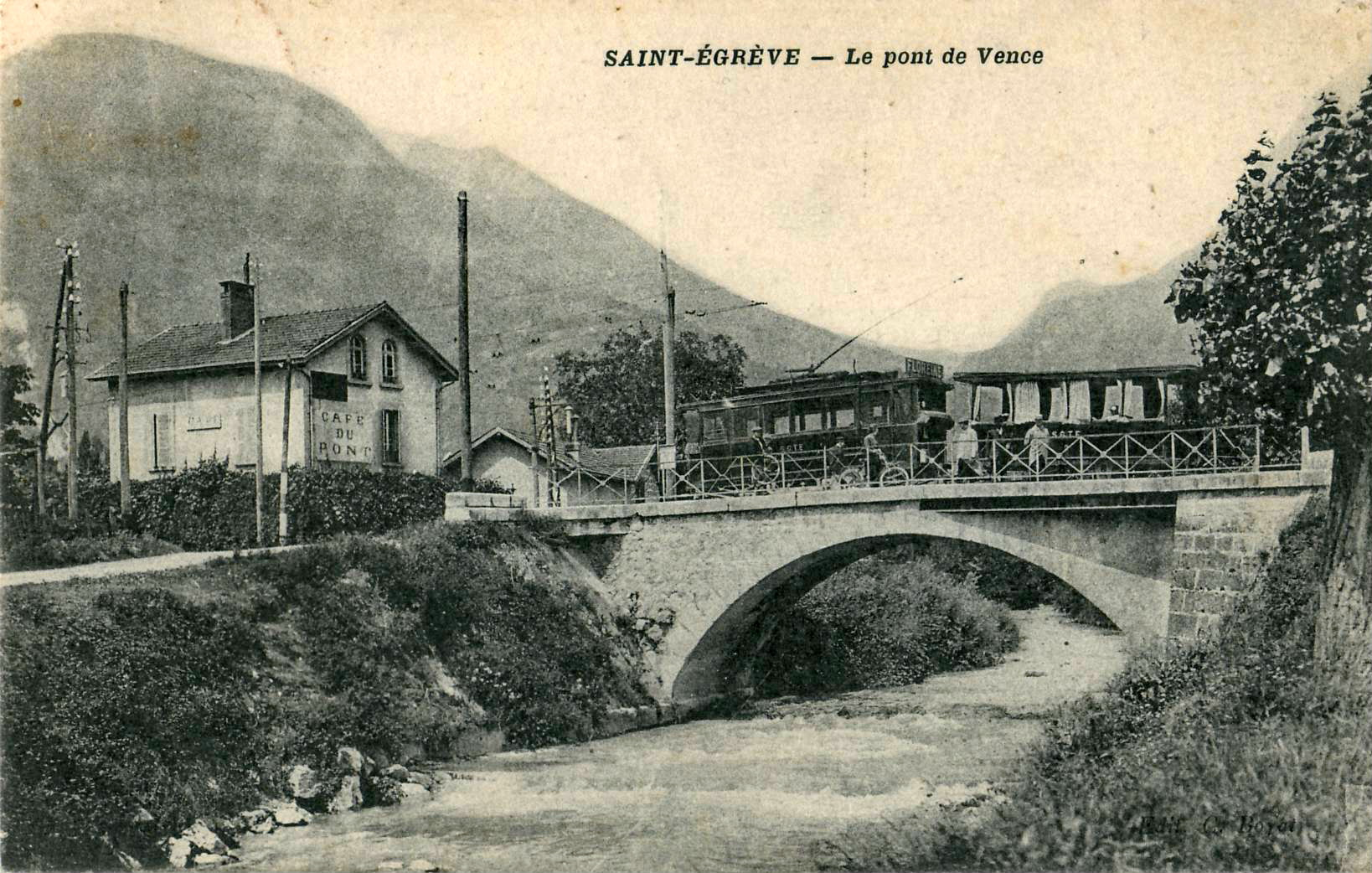
Tramway de la SGTE sur le Pont de Vence à Saint-Égrève dans les années 1900.

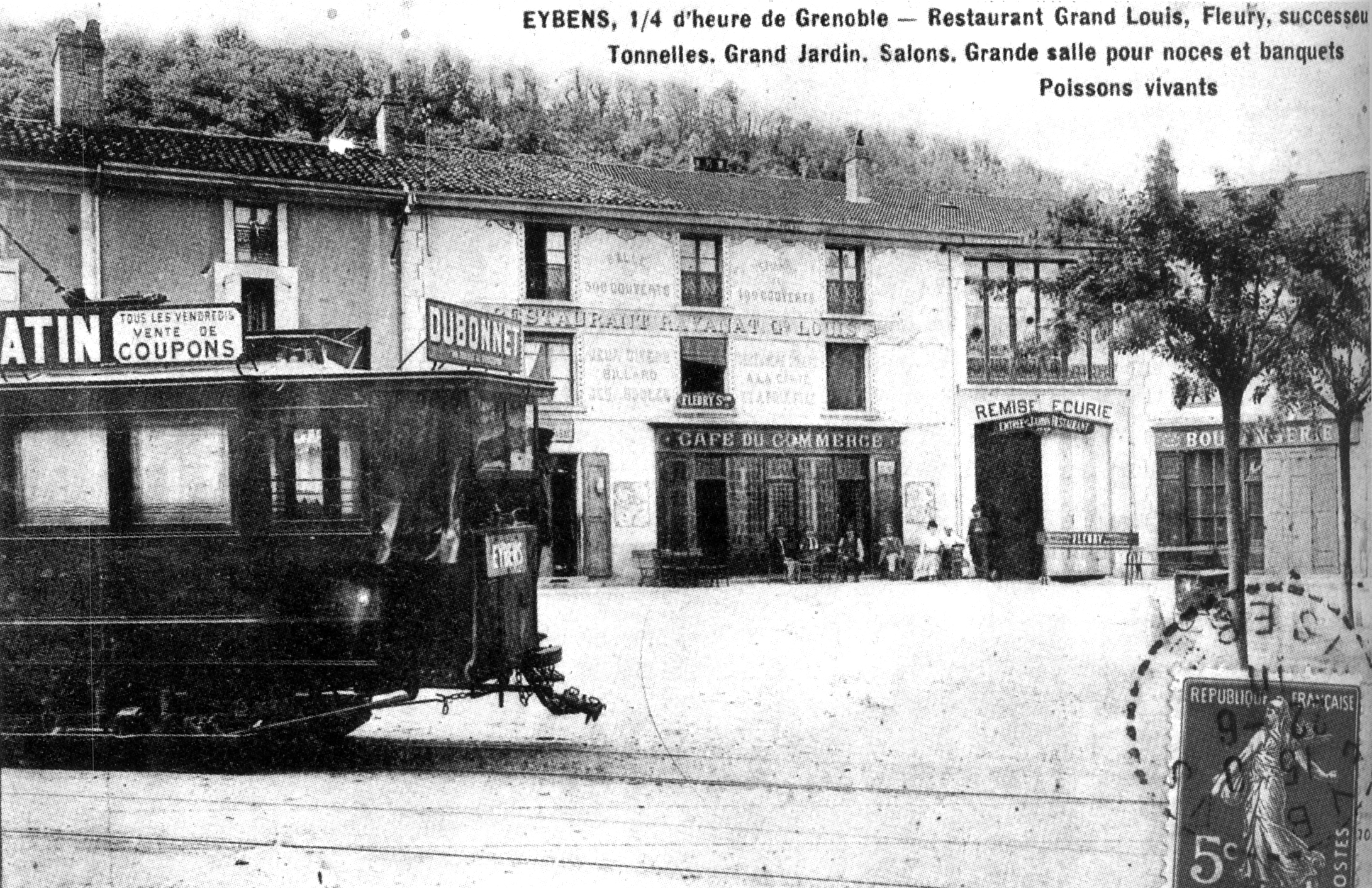
Tramway à Eybens vers 1900

La Société grenobloise de tramways électriques (SGTE) créée le 13 avril 1897, obtient la concession de deux lignes vers le sud de la ville.
- Grenoble - Eybens (5 km)
- Grenoble - Varces (12,5 km)
- Pont Rouge à Claix (1,7 km), (embranchement sur la ligne de Varces)

Le départ des lignes était situé place Vaucanson, près du square des Postes (actuel square docteur Martin). Les lignes rapidement construites sont mises en service le 17 avril 1897.

## Le second réseau
La SGTE développe un deuxième réseau à partir de la place Grenette.
- Place Grenette - La Tronche, 14 avril 1900
- Place Grenette - Voreppe et La Monta, 12 mai 1900
- Place Grenette - Gare PLM, 9 août 1900
- Place Grenette - Cimetière Saint-Roch, 14 août 1900

### Liaison entre les deux réseaux
Afin de constituer un réseau unique, une liaison fut créée entre les deux terminus urbains, celui de la place Grenette et celui de la place Vaucanson. Cette liaison empruntait la rue Saint-Jacques. Elle fut ouverte le 1er octobre 1900. Cette situation était due à de longues discussions entamées entre la SGTE et les compagnies de tramways suburbains, ces dernières s'étant toutes approprié un itinéraire spécifique dans la ville.

### Acquisition de la ligne de Grenoble à Veurey
La compagnie des chemins de fer économiques du Nord met en service le 29 janvier 1895, un tramway à vapeur, entre Grenoble et Veurey (15,8km). Cette liaison sera intégrée au réseau de la SGTE le 1er septembre 1902, puis électrifiée.

### Prolongements de la SGTE
La ligne place Vaucanson à Varces, est prolongée jusqu'à Vif, puis jusqu'aux Saillants du Gua
- Varces - Vif : 4 km, ouvert le 30 mars 1907
- Vif - Saillants du Gûa : 4 km, ouvert le 14 juin 1923 (terminus provisoirement situé à l'entrée du bourg et déplacé de 50 mètres en 1928)

Avec la ligne de Voreppe, et celle de Veurey, elle constitue le réseau suburbain de la SGTE.
La longueur des lignes suburbaines de la SGTE est alors la suivante :
- Grenoble (Vaucanson) -  Saillants du Gûa : 20,7 km ;
- Grenoble (place Grenette) - Voreppe : 14 km ;
- Grenoble (rue Félix Poulat) - Veurey : 15,8 km.

### La disparition du réseau SGTE

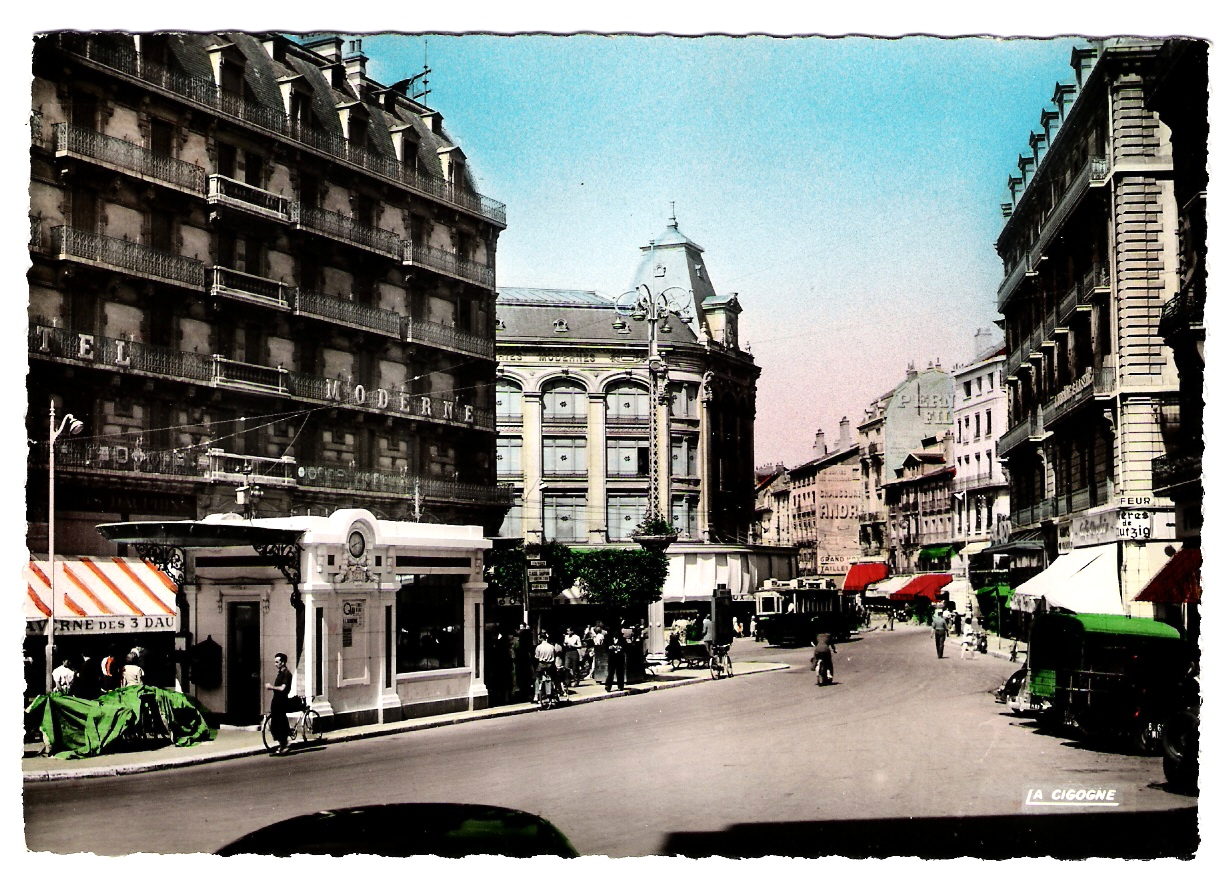
un tramway arrivant place Grenette vers 1950

Dans les années 1930, les lignes suburbaines sont réduites. Le réseau est limité à Pont-de-Claix au sud, Sassenage et La Monta au nord.
La ligne de Villard-de-Lans est elle aussi, limitée à Saint-Nizier. Toutes ces sections subissaient la concurrence routière.
En 1946, le réseau a la forme suivante:
- Place Grenette - Eybens
- Place Grenette - Pont-de-Claix
- Place Grenette - La Monta Saint-Robert
- Rue Félix-Poulat - Sassenage
- Rue Félix-Poulat - Pont du Drac
- Gare SNCF - La Tronche
- Gare SNCF - Cimetière Saint-Roch
- Cours Lafontaine - Seyssins
- Cours Lafontaine - Saint-Nizier.

Toutes ces lignes seront supprimées progressivement à partir de 1948. Les dernières lignes disparaitront le 31 août 1952 entre:
- Grenoble et Sassenage
- Grenoble et les ponts du Drac

### Tramway Grenoble - Villard-de-Lans (GVL)
Cette ligne est exploitée par la SGTE, durant toute son existence, longueur 39 km,
Grenoble - Seyssins , ouverture le 1er mai 1911, fermeture le 3 novembre 1950.
Seyssins - Saint-Nizier, ouverture le 1er juillet 1920, fermeture le 31 mars 1949
Saint-Nizier - Villard-de-Lans, ouverture le 1er juillet 1920, fermée en septembre 1938,
La ligne de tramway qui relie Grenoble au plateau du Vercors est le résultat d'un partenariat entre le département de l'Isère et la SGTE. Cette dernière exploite la ligne alors que le département se charge de financer les infrastructures et le matériel roulant.

### L'après tramway
Il s'agit d'une période comprise entre 1952 et 1987 durant laquelle a été développé un réseau de transports routiers basé sur le trolleybus. En 1962, la SGTE change son nom pour devenir la « Société grenobloise de transports et d'entreprises » en gardant le même sigle.

## Matériel roulant
En ce qui concerne le matériel livré neuf, il s'agit de:
motrices no 1 à 9, livrées en 1894 par les Établissements de l'Horme et de la Buire à Lyon, des
motrices no 10 à 26, livrées en 1900 par la Société Nouvelle des Établissements de l'Horme et de la Buire,
motrices no 27 à 30, livrées en 1901 par la Société Nouvelle des Établissements de l'Horme et de la Buire,
motrices no 31 à 41, livrées en 1907 par la Société Nouvelle des Établissements de l'Horme et de la Buire,
remorques no 1 à 9, livrées en 1894 par les Établissements de l'Horme et de la Buire,
remorques no 10 à 17, livrées en 1900 par la Société Nouvelle des Établissements de l'Horme et de la Buire,
remorques no 21 à 26, livrées en 1925 par la Société Horme et Buire.
Pour le matériel reconstruit, il s'agit de:
motrices no 51 à 55, reconstruites en 1923 sur châssis rigide,
motrices no 61 à 63, reconstruites en 1927 sur châssis rigide
motrices no 1 à 11, reconstruites de 1931 à 1937 sur châssis long avec de nouvelles caisses.